# Can Gibert (Aiguaviva)
Can Gibert és una masia del municipi d'Aiguaviva (Gironès) que forma part de l'Inventari del Patrimoni Arquitectònic de Catalunya.

## Descripció
És una masia de configuració simètrica amb tres crugies, la central amb forma de volta. Finestres austeres. La finestra esquerra data del 1746 amb la inscripció de "JVSEP JIBEYT", les golfes de 1762 i a la part interior s'hi torba una pica/premsa de fusta datada del 1717. La pedra dels murs de càrrega, son tant de pedra de qualitat com volcànica, pròpia dels voltants. Posteriorment s'hi afegeix una ampliació lateral i un porxo de considerable valor estètic i estructural.